# قائمة الأحزاب السياسية في موريتانيا
قائمة الأحزاب السياسية في موريتانيا:
| رقم | حزب                                | بيانات |
| --- | ---------------------------------- | --- |
| 1   | حزب الاتحاد من أجل الجمهورية       | تأسس في عام 2009 ويمثل الحزب الحاكم الذي يدعم السياسات الحكومية الحالية. يركز على التنمية الاقتصادية وتحسين خدمات المجتمع |
| 2   | الحزب الديمقراطي الاشتراكي         | يعد من الأحزاب التاريخية في البلاد، وقد تأسس في السبعينيات. يركز على القضايا الاجتماعية والعدالة الاقتصادية.              |
| 3   | حركة إحياء الفكر الإسلامي          | حزب إسلامي يسعى للترويج للقيم الإسلامية ويشارك بفاعلية في الحياة السياسية                                                 |
| 4   | الحزب التقدمي الوطني               | حزب يساري يركز على قضايا العمل والحقوق الاجتماعية، ويعكس اهتمامات الطبقات العمالية.                                       |
| 5   | حزب التجمع الوطني للإصلاح والتنمية | يُعتبر من الأحزاب الإسلامية المعتدلة، ويهدف إلى تعزيز التنمية الاجتماعية والعدالة.                                         |
| 6   | حزب الاتحاد من أجل التقدم          | حزب ناتج عن اندماج عدة تيارات سياسية، يسلط الضوء على قضايا التنمية وتعزيز الديموقراطية.                                   |